# Institution du médiateur
L’Institution du Médiateur du Royaume est une institution nationale, indépendante et spécialisée, créée en vertu du dahir n° 1-11-25 du 17 mars 2011, dans le cadre d’une série de réformes institutionnelles profondes, visant la consolidation des acquis obtenus en matière de promotion et de protection des Droits de l’Homme, et induisant par la même, la mutation de l’Institution « Diwan al madhalim » vers une forme moderne, en cohérence avec les standards internationaux.
Nommé par dahir, pour un mandat de 5 ans, renouvelable une seule fois, son choix obéit aux critères d’impartialité, d’intégrité et de probité.
Le Médiateur actuel n'est plus le magistrat Mohamed Benalilou, nommé par Sa Majesté le Roi Mohammed VI le 13 décembre 2018. Il succède à deux Walis Al Madhalim, MM. Moulay Slimane Alaoui (2002-2006) et Moulay M’Hamed Iraki (2006-2011) ainsi qu’au Médiateur du Royaume, Me Abdelaziz Benzakour (2011-2018).

## Historique
Bien que la dénomination de l’institution a connu des changements au fil des temps et des circonstances, la médiation institutionnelle demeure, compte tenu de sa philosophie visant la contribution à la préservation des droits des usagers de l’administration, au redressement des torts et à la réparation des dommages auxquels ils peuvent être soumis, dans le respect des règles de droit et d’équité, une tradition et une pratique profondément enracinées dans l’histoire du Royaume du Maroc.
À cet égard, il convient de préciser que la création de Diwan Al Madhalim en vertu du dahir du 9 décembre 2001 se veut une continuation du Bureau de Recherches et d’Orientation établi auprès de Sa Majesté le Sultan lequel, à son tour, n’est qu’une nouvelle formule d’une entité séculaire que les Sultans de la dynastie Chérifienne Alaouite ont tenu à créer auprès de leur Majesté chérifienne, sous la dénomination de « Wizarat Achikayat » avec comme mission l’examen des plaintes émanant des citoyens, individus ou tribus et portant sur les comportements des agents du Makhzen, avant de les soumettre au Sultan pour décision.
En juillet 2011, l’Institution du Médiateur du Royaume a été promue au rang d’une institution constitutionnelle, parmi les instances de protection et de promotion des droits de l’Homme, dotée de la personnalité morale et de l’autonomie administrative et financière.
L’une des principales nouveautés introduites par le nouveau texte à savoir la loi n° 14-16 du 11 mars 2019 réside dans l’interruption des délais de recours et la suspension du délai prescription, à la suite de la saisine de l’Institution. Toutefois, celle-ci est tenue de statuer sur la doléance déposée dans un délai de six mois.

## Structure organisationnelle
La structure organisationnelle de l’institution comprend outre le cabinet du Médiateur, la cellule de consultation, les délégués spéciaux et l’Unité de l’audit interne et de contrôle de la gestion relevant directement du Médiateur, un Secrétariat général, des délégués régionaux et délégués locaux, des pôles, sections et unités et des représentants locaux.

## Mission - prérogatives - moyens d’action

### Mission
Les articles 2 et 27 de la loi n° 14-16 résument et précisent la mission dévolue à l’Institution du Médiateur du Royaume. Il s’agit de :
- Défendre les droits.
- Contribuer à renforcer la primauté de la loi.
- Diffuser les principes de justice et d’équité ainsi que les valeurs de moralisation et de transparence dans la gestion des services publics.
- Veiller à promouvoir la communication efficiente entre d’une part, les personnes physiques ou morales, marocaines ou étrangères, et d’autre part les administrations et les collectivités territoriales.

### Prérogatives et moyens d’actions

#### Étude des doléances

##### Modes d’introduction et/ou de suivi des doléances
Une multitude de modes ont été prévus. Ils varient entre l’accueil physique sur place et les plateformes numériques et téléphoniques. Ils répondent aux exigences de proximité, de modernité et de convivialité. On distingue :
- Espace Citoyen[9] : plateforme numérique dédiée au dépôt en ligne des doléances et au suivi du processus relatif à leur traitement.
- E-wassit[10] : application mobile téléchargeable gratuitement et exécutable sur les appareils électroniques mobiles (smartphone, tablette…), offrant aux usagers la possibilité d’une part d’accéder à « l’Espace Citoyen » et d’autre part de suivre les sorts qui ont été réservés aux doléances introduites. S’ajoute à ces fonctionnalités une troisième, relative à la demande d’informations à caractère public[11].
- Allo wassit : dispositif de réponse aux appels téléphoniques des requérants en quête de conseils pratiques ou d’informations sur leurs dossiers de doléances.
- Service SMS gratuit, mis en œuvre pour informer systématiquement et régulièrement les requérants à propos de l’état d’avancement de leurs affaires objet de doléances.

##### Processus en bref
L’Institution procède à l’examen et à l’instruction des doléances déposées par les usagers qui se sentent lésés par un acte émis par l’administration. A l’issue de la phase d’étude, le Médiateur du Royaume statue sur la doléance et émet une décision motivée.
Pour les doléances qui relèvent de la compétence de l’Institution, la décision émise renferme en principe, le récapitulatif des contacts établis avec l’administration concernée et la position de chacune des deux entités à l’égard de la doléance.

#### Enquêtes et investigations
Pour mieux comprendre l’objet de la doléance et « s’assurer de la véracité des actes et des faits portés à sa connaissance » à propos du préjudice subi au requérant, le Médiateur s’est trouvé habilité à mener des enquêtes et des investigations et à demander les éclaircissements qu’il juge nécessaires.

#### Médiation et conciliation
Le législateur a conféré au Médiateur du Royaume la possibilité d’entreprendre les démarches de médiation et de conciliation en vue de favoriser le règlement amiable des différends, par la recherche et la préconisation des solutions équitables.

#### Auto-saisine
Le Médiateur du Royaume est habilité à agir de sa propre initiative chaque fois qu’il estime que les actes émanant d’une administration revêtent un caractère illégal ou enfreignent les principes de justice et d’équité.

## Moyens garantissant la pleine effectivité des interventions réalisées
Les moyens garantissant la pleine effectivité des interventions et actions du Médiateur du Royaume peuvent être énumérés ainsi qu’il suit :
- La force de proposition administrative[15] et juridique[16] dont elle est pourvue l’Institution et en vertu de laquelle, elle contribue à l’amélioration de l’action de l’administration et de la qualité des prestations publiques.
- Les interlocuteurs permanents de l’Institution dans l’administration[17] chargés de « garantir la bonne coordination, la communication et le suivi » avec l’Institution au sujet des doléances qui leur sont transmises.
- Les Comités permanents de suivi et de coordination créés entre les administrations et l’Institution, auxquels incombe la recherche de solutions susceptibles d’aplanir les difficultés entravant le règlement des affaires qui restent en suspens.
- L’information du Chef du Gouvernement concernant tous les cas où l’administration, renonce à mettre en œuvre les recommandations du Médiateur.
- L’émission de recommandation à l’administration l’incitant à « engager une poursuite disciplinaire » ou « à transmettre le dossier au ministère public » dans le cas où il s’avère que la doléance trouve son origine dans la faute ou dans la conduite personnelle d’un fonctionnaire ou d’un agent.
- La soumission du rapport annuel à Sa Majesté le Roi comportant le bilan d’activités et les perspectives d’action de l’Institution. Il renferme également une série de données statistiques et qualitatives sur les doléances traitées et les réponses de l’administration à leur sujet.
- La publication du rapport annuel d’activités au « Bulletin officiel » ainsi que sa diffusion élargie.
- La présentation devant le Parlement au moins une fois par an, d’un exposé synthétique du contenu du rapport annuel d’activités, suivie d’un débat.

## Coopération et partenariat
Les articles 60 et 61 de la loi n° 14-16 précisent les obligations qui incombent à l’Institution en matière de coopération et de partenariat. Il en est question de promouvoir les relations de coopération et de partenariat, via les actions suivantes : formation, échange d’expertises, diffusion des valeurs et objectifs poursuivis par les institutions d’Ombudsman et de médiation et de la culture des droits de l’Homme dans son domaine de compétence ainsi que la coordination des efforts déployés à cette fin, avec les différents intervenants, en l’occurrence les institutions similaires de médiation et d’ombudsman étrangères, les organisations, les associations et les organismes nationaux, régionaux et internationaux concernés.
Dans ce contexte, l’Institution est liée en vertu des mémorandums et des conventions de coopération et de partenariat, à un ensemble d’institutions sur les plans national et international. Le Médiateur du Royaume est, en effet, membre d’un ensemble d’associations, à savoir l'Association des Ombudsmans et Médiateurs des Etats membres de l'Organisation de la Coopération Islamique (OICOA), l’Association des Ombudsmans de la Méditerranée (AOM) et l’Association des Ombudsmans et Médiateurs de la Francophonie (AOMF) dont il a assuré la présidence entre 2018 et 2021.
Par ailleurs, il y a lieu de préciser que la coopération avec les institutions étrangères similaires vise, entre autres, et principalement à fournir l’appui, l’assistance et l’information dont les marocains résidant dans les Etats étrangers de même que les ressortissants étrangers résidant au Maroc, ont besoin en matière de dépôt, de traitement et de suivi de leurs doléances par les autorités compétentes.
En ce qui concerne la formation, le Maroc abrite le Centre de Formation et d’Echange en Médiation qui organise périodiquement des sessions de formation et d’échange d’expériences et des bonnes pratiques, au profit des collaborateurs des ombudsmans et médiateurs des pays membres des réseaux sus-indiqués.
Un mémorandum d'entente a été signé, mardi 25 juin 2023 à Marrakech, entre le Médiateur du Royaume et le Secrétariat général des doléances au Royaume du Bahreïn, en marge de la 11è session du Conseil d'administration de l'Association des Ombudsmans et Médiateurs des Etats membres de l'Organisation de la Coopération islamique (OCI).
cet accord, qui reflète la volonté des deux institutions d'œuvrer au développement d'une coopération fructueuse, répondant à leurs aspirations et tenant compte de leurs intérêts communs, représente un cadre de référence en matière de coopération et de moyens à suivre pour atteindre les objectifs fixés par les deux parties,.